# Charlotte Birch-Pfeiffer
Charlotte Birch-Pfeiffer, född Pfeiffer den 23 juni 1800 i Stuttgart, död den 25 augusti 1868 i Berlin, var en tysk skådespelerska och pjäsförfattare.
Hon uppträdde första gången, vid 13 års ålder, på hovteatern i München och spelade med framgång prinsessan Thermutis i Lindpaintners "Mosis Errettung". Därefter stannade i flera år vid Münchenteatern, och gifte sig 1825 med skriftställaren Andreas Christian Birch. 
Hon uppträdde sedan på de flesta övriga tyska teatrar och övertog 1838 ledningen vid teatern i Zürich. Som skådespelerska berömdes hon för en kraftfull figur, uttrycksfulla ögon samt klangrik röst, och hon väckte stort bifall i sådana roller som Medea, Sappho, Elisabet I, Katarina II och så vidare.
Sitt första försök som teaterförfattare gjorde hon i Wien 1828 med ett stycke vid namn "Herma", som inte lyckades nå framgång. Detta följdes snart av många andra, vilka lyckades bättre, och sedan skrev Charlotte Birch-Pfeiffer under en lång rad år ett stort antal teaterstycken, av vilka många är översatta till svenska.